# Куайн, Ричард
Ричард Куайн (англ. Richard Quine; 12 ноября 1920 — 10 июня 1989) — американский актёр театра, кино и радио, певец, а позднее режиссёр и продюсер кино и телевидения середины XX века.
Более всего Куйан известен своими режиссёрскими работами в кино, где он, в частности, поставил картины «Лёгкая добыча» (1954), «Поездка по кривой дороге» (1954), «Моя сестра Эйлин» (1955) «„Кадиллак“ из чистого золота» (1956), «Колокол, книга и свеча» (1958) «Мир Сьюзи Вонг» (1960), «Мы незнакомы, когда встречаемся» (1960), «Тридцать три несчастья» (1962), «Как пришить свою жёнушку» (1965) и «Отель» (1967).

## Ранние годы жизни и актёрская карьера
Ричард Куайн родился 12 ноября 1920 года в Детройте, Мичиган, в актёрской семье. Он начал свою профессиональную жизнь на эстраде, откуда перешёл на театральную сцену, а затем и в кино. В 12 лет он дебютировал в кино, сыграв в период с 1933 по 1935 год в десяти фильмах, среди которых «Адвокат» (1933) с Джоном Бэрримором, «Дамы» (1935) с Джоан Блонделл и «Джейн Эйр» (1935) с Вирджинией Брюс.
В 1939 году Куайн стал работать на Бродвее, сыграв в спектаклях «Очень тепло для Мэй» (1939—1940) и «Моя сестра Эйлин» (1940—1943).
Затем Куйан вернулся в Голливуд, где на студии Columbia Pictures повторил свою театральную роль Фрэнка Липпеннкотта в комедии «Моя сестра Эйлин» (1942) с Розалинд Расселл в главной роли, а также сыграл на студии Metro-Goldwyn-Mayer в музыкальной комедии «Для меня и моей девочки» (1942) с Джуди Гарленд и главную роль в военной комедии студии Уолтера Вангера «У нас никогда не было утечки» (1943). Крое того, Куайн сыграл на MGM крупные роли в комедии «Тиш» (1942) и детективной комедии «Новый ассистент доктора Гиллеспи» (1942), во время совместной работы над которыми познакомился со своей будущей женой, актрисой Сьюзан Питерс.
Во время Второй мировой войны Куайн служил в Береговой охране США. После демобилизации Куайн сыграл в комедии «Пучеглазое чудо» (1946), мюзикле с Микки Руни «Песня в сердце» (1948), военном экшне «Командное решение» (1948) с Кларком Гейблом, фильме нуар «Лёгкая мишень» (1949) и мелодраме «Не надо грустных песен для меня» (1950), после чего фактически завершил актёрскую карьеру.

## Режиссёрская карьера в 1948—1959 годы
В 1948 году, всё ещё оставаясь контрактным актёром MGM, Куайн вместе со своим другом Уильямом Эшером решил поставить боксёрскую мелодраму «Кожаные перчатки» (1948), в основу которой положен рассказ из журнала Saturday Evening Post. Услышав об этой экранизации, босс Columbia Pictures Гарри Кон вызвал Куайна и спросил, сколько они хотят за сценарий. Когда Куайн ответил, что они не хотят его продавать, а хотят осуществить постановку сами, Кон ответил: «И как же, по-вашему, вы сделаете картину?». Однако в итоге Кон решил доверить Куайну её постановку. Фильм прошёл практически незамеченным, однако позволил Кону оценить режиссёрские способности Куайна. Одного из боксёров в фильме сыграл молодой актёр Блейк Эдвардс, который в дальнейшем станет известным режиссёром и многолетним другом и деловым партнёром Куайна.
Окончательно уйдя из актёрской профессии в 1951 году, Куайн подписал режиссёрский контракт с Columbia Pictures, где проработал в течение следующих десяти лет. В 1950—1951 годах Куйан поставил на Columbia четыре короткометражных фильма, прежде чем уже в одиночку поставить свой следующий полнометражный фильм, мюзикл с Фрэнки Лейном «Солнечная сторона улицы» (1951), который стал его официальным режиссёрским дебютом.
Вслед за этим Куайн поставил как сценарист и режиссёр мелодраму «Дневник пурпурного сердца» (1951), ещё один мюзикл с Мейном Лейном «Радуга на моём плече» (1952), комедию с Микки Руни «Без звука» (1952) и приключенческую комедию с Полом Хенрейдом «Сирена Багдада» (1953), музыкальную комедию с Руни «Все на берег» (1953) и мюзикл «Плавание по реке» (1953) с Диком Хайамсом и Одри Тоттер. Все эти фильмы остались малозаметными.
Соавтором сценария четырёх из этих фильмов был Блейк Эдвардс, который позднее участвовал в написании сценариев фильмов Куайна «Поездка по кривой дороге» (1954), «Моя сестра Эйлин» (1955) и «Операция «„Огненный шар“» (1957) и «Тридцать три несчастья» (1962). Помимо Эдвардса, наиболее важными контактами Куайна на Columbia были глава студии Гарри Кон, который выдвинул его в режиссёры, актёры Микки Руни (с которым он сделал восемь фильмов и телешоу) и Джек Леммон (с которым он сделал шесть фильмов), а также актриса Ким Новак, которую Куайн снял в четырёх своих фильмах (и с которой у него был многолетний роман). По словам историка кино Джо Болтейка, «Кон доверил Новак Куйану, чтобы он вырастил из неё актрису, и более того, звезду». Кроме того, Куайг снял три фильма с парой Джек Леммон и Эрни Ковач — «Операция „Безумная вечеринка“» (1957), «Колокол, книга и свеча» (1958) и «Это случилось с Джейн».
Как отмечает Джо Болтейк, в 1954 году Куайн «взорвался двумя потрясающими триллерами — превосходным „Лёгкая добыча“ с Фредом Макмюрреем и Ким Новак в одной из её первых ролей, а также „Поездка по кривой дороге“, который положил начало довольно интересному сотрудничеству Куйана с Микки Руни». Фильм «Лёгкая добыча» (1954) рассказывает о полицейском детективе (Фред Макмюррей), у которого начинается роман с подружкой ограбившего банк гангстера (Ким Новак), после чего они решают избавиться от гангстера, завладев награбленным. Сразу после выхода на экраны кинокритик «Нью-Йорк Таймс» Говард Томпсон назвал фильм «скромной и по большей части заслуживающей похвалы мелодрамой студии Columbia Pictures», отметив при этом «умную режиссуру Ричарда Куайна», который «с обманчивой медленностью наращивает саспенс». Современный историк кино Джеймс Стеффен отмечает, что «„Лёгкая добыча“ является хорошим примером наслаждения, которое можно испытать от даже казалось бы менее значимых фильмах нуарового цикла конца 1940-х и начала 1950-х годов». По мнению Стеффена, «помимо памятного присутствия Ким Новак в своей первой главной роли, фильм отличает доброкачественная режиссура Ричарда Куайна, в частности, то, насколько просто и эффективно им поставлена сцена ограбления банка в начале картины». Крейг Батлер считает, что «фильм крайне увлекателен, искусно поставлен Ричардом Куайном с надлежащим саспенсом и чудесно беспокойным ощущением вуайеризма».
Фильм «Поездка по кривой дороге» (1954) рассказывает о двух преступниках, которые с помощью привлекательной женщины Барбары Мэтьюз (Дайан Фостер) склоняют опытного автогонщика Эдди Шеннона (Микки Руни) к участию в банковском ограблении. Эдди влюбляется и Барбару, и она начинает симпатизировать ему, что приводит к смертельному противостоянию уже после ограбления, в коде которого Эдди убивает обоих бандитов. По словам современного историка кино Джеффа Стаффорда, это «скромный, но плотно поставленный фильм нуар среднего периода творчества Руни». Хотя «это ни в какой мере не забытый шедевр, тем не менее это быстрый и увлекательный фильм категории В». Журнал TV Guide в свой рецензии назвал картину «чётко сделанным фильмом нуар с Руни, герой которого страдает от универсального эмоционального состояния многих нуаровых героев — от одиночества». Историк кино Гленн Эриксон особенно отметил работу режиссёра Куайна, который «очень хорош в работе с актёрами и со сценарием Блейка Эдвардса».
После постановки в аренде на студии Universal мюзикла «Так вот каков Париж» (1954) с Тони Кёртисом и Глорией Дехейвен Куайн вернулся на Columbia, где сделал ремейк популярной музыкальной комедии «Моя сестра Эйлин» (1955) о забавных приключениях двух сестёр из Огайо (Джанет Ли и Бетти Гарретт), которые приезжают покорять Нью-Йорк. Отметив, что это уже четвёртая постановка пьесы 1940 года — дважды она ставилась на Бродвее и в 1942 году выходила как фильм (Куайн сыграл как в первой бродвейской постановке, так и в фильме), и теперь вышла на экране вновь с новой музыкой и текстом. Как написал в «Нью-Йорк таймс» Босли Краузер, «фильм весело и плавно течёт под руководством Куайна, и он смотрится очень красиво в цвете».
Куайн снял Джуди Холлидей в двух картинах 1956 года — «Полна жизни» и «„Кадиллак“ из чистого золота». Сатирическая комедия «„Кадиллак“ из чистого золота» (1956) рассказывает о Лоре Партридж (Джуди Холлидей), владелице небольшого пакета акций крупной международной корпорации в Нью-Йорке, которая на общем собрании начинает критиковать руководство. Уходящий на государственную службу честный президент корпорации (Пол Дуглас) решает поддержать Лору. Вскоре между ними начинается роман, а Лора, получив должность в корпорации, начиная её перестройку, и в итоге добивается смены некомпетентных и коррумпированных членов совета директоров. По мнению современного историка кино Денниса Шварца это «довольно забавная мягкая корпоративная комедия в духе Капры», которая «энергично поставлена Куайном». Её «немного подпортил лишь надуманный и запуганный финал». Фильм принёс «Оскар» за лучший дизайн костюмов и номинацию на «Оскар» за лучшую художественную постановку. Кроме того, как картина, так и Джуди Холлидей были номинированы на «Золотой глобус» в категории «Лучшая комедия или мюзикл».
В 1957 году вышла комедия «Полон жизни» (1957), которая рассказывала о молодой семейной паре Эмили (снова Холлидей) и Нике Рокко (Ричард Конте), которая ожидает первого ребёнка. Не располагая средствами для ремонта дома, Ник вынужден обратиться за помощью к отцу-иммигранту, с которым его разделяют религиозные, семейные и бытовые ценности. В том же году Куайн поставил комедию «Операция «Безумная вечеринка»» (1957) о группе истосковавшихся по развлечениям американских военнослужащих в госпитале во Франции, которые любыми средствами пытаются организовать вечеринку с медсёстрами. главные роли в фильме исполнили Джек Леммон и Микки Руни.
Затем последовала лирическая комедия «Колокол, книга и свеча» (1958), в которой очаровательная нью-йоркская ведьма (Ким Новак) заводит роман с ничего не подозревающим соседом-издателем (Джеймс Стюарт). Как написал в «Нью-Йорк таймс» Босли Краузер, "этот слегка сверхъестественный роман столь же изящен и живописно очарователен, как и многие другие романы этого года. От галереи героини, которая торгует примитивным искусством, до прокуренного ночного клуба в Гринвич-Виллидж, где развлекаются местные колдуньи и их подмастерья, всё представлено очень живо и соблазнительно. А за «чудесные цвета и художественную постановку» следует особенно поблагодарить арт-директора Кэри Оделла и оператора Джеймса Вонга Хоу, которые «вместе создали визуальный ряд, который гипнотизирует глаз».
В очередной комедии Куйана «Это случилось с Джейн» (1959) одинокая мать двоих детей, управляющая ресторанчиком морепродуктов (Дорис Дэй) при поддержке своего друга-адвоката (Джек Леммон) выдвигает иск за срыв поставки товара против могущественного железнодорожного магната. Деннис Шварц назвал фильм «милой, но немного деревянной популистской комедией, которая должна была быть смешнее, если принять во внимание снявшихся в ней звёзд». Опираясь «на малозначимую историю на уровне среднего ситкома», Куайн делает фильм «чересчур милым и безопасным» не придавая ему «надлежащую остроту». «Несмотря на популярность звёзд, фильм провалился в прокате».
В период с 1948 по 1960 год Куайн поставил 17 фильмов для Columbia, после чего по истечении контракта покинул студию.

## Режиссёрская карьера в 1960-е годы
Вплоть до второй половины 1960-х годов Куайн продолжал работать в жанре мелодрамы и лёгкой комедии, поставив такие фильмы, как «Мир Сьюзи Вонг» (1960), «Мы незнакомы, когда встречаемся» (1960), «Тридцать три несчастья»(1962), «Париж, когда там жара» (1964), «Секс и незамужняя девушка» (1964) и «Как пришить свою женушку» (1965)l.
Как отметил Болтейк, «новая профессиональная жизнь Куайна началась всерьез в 1960 году», когда он снял Уильяма Холдена и Нэнси Кван в киноверсии пьесы Пола Осборна «Мир Сьюзи Вонг» для студии Paramount. Эта романтическая мелодрама рассказывала об американском бизнесмене (Уильям Холден), который бросил старую работу и уехал в Гонконг, чтобы стать художником. Там у него начался роман с местной проституткой, которую он нанял в качестве натурщицы. Как написал Босли Краузер в «Нью-Йорк таймс», «этот, крайне романтичный, живой и нереальный цветной фильм содержит самую сияющую рекламу любви, побеждающей всё, включая порок проституции, которую когда-либо видели старые глаза вашего обозревателя. Ничто, включая печать социального позора, не может удержать западного мальчика и восточную девочку от того, чтобы уйти в закат в абсолютном переплетении двух сердец».
Ещё одна мыльная опера Куайна на Columbia Pictures «Мы незнакомы, когда встречаемся» (1960) рассказывала о благополучном архитекторе (Кирк Дуглас), которому наскучила его семейная жизнь и его работа, и он начинает встречаться с красивой замужней соседкой (Ким Новак), которая страдает от потери интереса со стороны мужа. По мнению историка кино Элинор Манникки, «режиссура Куайна придаёт вес этой в целом клишированной истории». По словам Болтейка, «Новак стала музой и невестой Куайна», и когда они делали фильм «Незнакомцы, когда мы встречаемся», сюжет которого вращается вокруг шикарного дома в Малибу, который проектируется для знаменитого писателя, руководство студииColumbia продемонстрировало своё уважение к Куайну — а также поддержало его отношения с Новак — построив реальный дом для фильма и затем отдав его им после съёмок в качестве «свадебного подарка». Но пара рассталась во время съёмок и «значительная часть возбуждения и беспокойства в игре Новак в этом фильме (который был её лучшим), возможно, проистекало непосредственно из реального разрыва».
Как пишет Болтейк, в 1962 году Куайн вернулся на Columbia, вновь объединившись с Леммоном и Новак для превосходного комедийного детектива «Тридцать три несчастья» (1962), умного и сложного фильма в духе Хичкока, который, по мнению некоторых, наряду с «Незнакомцами» остался ещё одной выдающейся режиссёрской работой Куайн. Фильм рассказывает о молодом американском дипломате в Лондоне (Джек Леммон), который арендует фешенебельную квартиру у американки (Ким Новак), которая, как выясняется, подозревается полицией в убийстве собственного мужа. По согласованию с послом дипломату поручают за ней наблюдение, но он естественно влюбляется в девушку. Как написал Деннис Шварц, «это довольно лёгкая детективная комедия с неуклюжими комическими выходками Леммона, восхитительной красотой Новак и тяжеловатой режиссурой Куайна, которая оживляется только благодаря своему удивительному финалу. Фильм не смог заинтересовать меня, хотя актёры, казалось, прилагали все усилия, чтобы сделать его достойным, и главная его проблема заключается в нелепом сценарии».
Затем Куйан сделал три звёздные комедии подряд — «Париж, когда там жара» (1964) с Уильмом Холденом и Одри Хепберн, «Секс и незамужняя девушка» (1964) с Тони Кёртисом и Натали Вуд, а также «Как пришить свою жёнушку» (1965) с Леммоном, которые были сделаны для Paramount, Warner Bros. и United Artists соответственно.
Романтическая комедия «Париж, когда там жара» (1964) рассказывает живущем в Париже американском сценаристе Ричарде Бенсоне (Уильям Холден), который из-за своего фривольного образа жизни затянул со сдачей работы заказчику. В последний момент он сочиняет и с помощью своей очаровательной секретарши Габриель Симпсон (Одри Хепбёрн) печатает сценарий, одновременно начиная испытывать к секретарше романтические чувства, что одновременно и вдохновляет его и отрывает от работы. Как написала историк кино Элинор Куин, после выхода картины «критика единодушно разнесла картину, а зрители на этот раз не поддались на магию некогда мощной актёрской комбинации Холдена и Хепбёрн. Однако с годами фильм заслужил репутацию „тайного наслаждения“ для тех, кто любит внутренние шутки, пародии на фильмы и абсурдистскую сюжетную линию, разыгрываемую на великолепном фоне Города Света».
Романтическая комедия «Секс и незамужняя девушка» (1964) об отношениях молодого редактора журнала скандальных новостей (Тони Кёртис) и молодой, красивой и успешной женщины-психолога (Натали Вуд), а также производителя женских чулок (Генри Фонда) и его сварливой жены (Лорен Бэколл) имела огромный коммерческий успех, хотя и не вызвала восторга у критики, посчитавшей, что звёзды растрачивают в той картине свой талант понапрасну.
Комедия United Artists «Как пришить свою жёнушку» (1965) рассказывала об успешном художнике комиксов Стэнли Форде (Джек Леммон), который однажды, сильно напившись на вечеринке, обнаруживает, что женат на красивой итальянской девушке (Вирна Лизи), после чего начинает переосмысливать свою прежнюю жизнь, а также своё творчество, а главный герой его комиксов — суперагент — превращается в героя ситкома. В конце концов, когда Стенли, устав от перемен, связанных с семейной жизнью, задумывается об убийстве жены, она неожиданно исчезает, а после суда, где его обвиняют (но оправдывают) в её убийстве, она возвращается, и выясняется, что Стэнли счастлив этому. Как пишет историк кино Билл Гудман, «после выхода фильма его хвалили за умный сценарий и злое чувство юмора, но сегодня фильм можно было с такой же легкостью обвинить в человеконенавистничестве. Ведь, в конце концов, все мужчины в нём — сексистские свиньи, а женщины изображаются как материалистические тупицы… Зрители 1960-х годов понимали этот юмор, а поймут ли его сегодня?». Как отметил кинокритик Крейг Батлер, «в сценарии есть немало содержательного, а Куайн ставит картину с точностью, хотя и немного упуская её из-под контроля ближе к финалу, когда всего становится немного чересчур».
По мнению историка кино Брюса Эдера, «Секс и одинокая девушка» (1964) и "Как пришить свою женушку (1965) «были последними из подлинных хитов Куайна, после чего его фильмы уходили всё дальше от вкусов публики».

## Кинокарьера в 1965—1980 годах
В 1965 году Куайн ещё раз вернулся на Columbia, чтобы поставить в документальном стиле драму о наркомании «Синанон» (1965) с такими актёрами, как Чак Коннорс, Стелла Стивенс и Ричард Конте, за которой последовала постановка на Warners драмы «Отель» (1967) по одноимённому роману-бестселлеру Артура Хейли с Родом Тейлором в главной роли.
Чудаковатая комедия «Папа, папа, бедный папа, ты не вылезешь из шкафа, ты повешен нашей мамой между платьем и пижамой» (1967) с Розалинд Расселл в главной роли, которую Куайн поставил на Paramount, не имела успеха у зрителей, как и последовавшие за ней два фильма с Ричардом Уидмарком — «Талант любить» (1969) для Paramount и «Самогонная война» (1970) для MGM, которые к тому же не получили серьёзной студийной поддержки.
По мнению Джо Болтейка, «среди его последних фильмов выделяется неспетая песня его нуаровых дней, триллер „W“ (1974), который Куайн сделал для Cinerama Releasing, который, к сожалению, имел очень слабый прокат, и его мало кто заметил, а сегодня он и вовсе забыт». По словам Болтейна, как и в случае с Ким Новак десятилетиями ранее, Куайн добился убедительной и привлекательной игры от Твигги в роли женщины, преследуемой серийным убийцей, единственным ключом к разгадке которого является буква W, оставленная на месте каждого преступления. «Это был её второй фильм, и её искренность и стремление показать достойную игру вполне ощутимы. Её упорная работа и желание показать себя максимально хорошо в этом фильме во многом является заслугой Куайна».
В 1972—1973 годах Куайн поставил три телевизионных фильма из сериала «Коломбо» с Питером Фальком в заглавной роли. Он также поставил телефильм «Специалисты» (1975), эпизоды сериалов «Хек Ремзи» (1974, 1 эпизод), «Маккой» (1975, 2 эпизода) и «Проект НЛО» (1978, 1 эпизод).
Последние два фильма Куайна были проходными комедиями с Питером Селлерсом в главной роли — «Пленник Зенды» (1979) для Universal и «Дьявольский заговор доктора Фу Манчджу» (1980) для Orion Pictures, который он начал, но покинул перед началом производства.

## Оценка творчества
Как отмечено в некрологе Куайна в «Нью-Йорк таймс», он был киноактёром, который стал успешным режиссёром, поставив свои лучшие фильмы в 1950-е и 1960-е годы".
По словам Джо Болтейка, Куайн никогда не успокаивался. Даже когда в 1950—1960-е годы, когда он был штатным режиссёром на Columbia, «он демонстрировал свой нестандартный, своеобразный личностный подход», который делал его «скрытым представителем авторского кино». Во второй половине 1960-х годов его карьера стала затухать и, «к сожалению, он так в итоге и не достиг того широкого признания, как его коллега и друг Блейк Эдвардс. Возможно, просто ему не попался тот тип фильма, которые он делал на родной для себя студии Columbia, где он, вероятно, сделал свои лучшие работы».
Как говорил Куайн, «делать фильм — это немного похоже на то, как иметь ребёнка. Всё, на что ты можешь надеяться, это что у него не будет двух голов, и что он будет здоровым — и какая разница — мальчик это или девочка».

## Личная жизнь
Ричард Куайн был женат четырежды. Его первой женой была актриса Сьюзан Питерс, с которой он познакомился на съёмках фильма «Тиш» (1942), и в 1943 году они поженились. 1 января 1945 года Куайн вместе со Сьюзан, кузеном и его женой отправился охотиться на уток в горы Куямака недалеко от Сан-Диего. Во время охоты Сьюзан случайно уронила ружьё, и когда она нагнулась, чтобы поднять его, ружьё выстрелило. Пуля попала её в живот, после чего нижняя часть её тела осталась парализована на всю жизнь. В апреле 1946 года Куайн и Питер усыновили 10-дневного мальчика, получившего имя Тимоти Ричард Куайн. Однако в 1948 году Куйан и Питерс развелись.
В 1951 году Куайн женился на Барбаре Бушман, дочери известного киноактёра Фрэнсиса Х. Бушмана, с которой развёлся в 1960 году, в браке у них родились две дочери — Кэтрин и Виктория. В 1958 году, когда Куайн уже жил с Барбарой раздельно, он начал встречаться с актрисой Ким Новак, которую ранее уже снимал в фильмах «Лёгкая добыча» (1954) и «Колокол, книга и свеча» (1958). В 1959 году они были помолвлены во время совместной работы над фильмом «Незнакомцы, когда мы встречаемся» (1960). Они собирались пожениться после окончания съёмок, однако Новак прекратила отношения с Куайном незадолго до завершения работы над фильмом.
Позднее он встречался с актрисой Джуди Холлидей, которую в 1956 году снимал в фильмах «Полон жизни» и «„Кадиллак“ из чистого золота».
На съёмках фильма «Секс и одинокая девушка» Куайн познакомился и начал встречаться с актрисой Френ Джеффрис, сыгравшей в картине одну из главных ролей. В 1965 году они поженились, а в 1970 году развелись. И, наконец, четвёртой женой Куйана стала Дайана Балфур, с которой он прожил с 1977 года вплоть до своей смерти в 1989 году.

## Смерть
Ричард Куайн умер 10 июня 1989 году от огнестрельного ранения в Медицинском центре Калифорнийского университета в Лос-Анджелесе в возрасте 68 лет. По информации полиции, это было самоубийство. В течение многих лет Куайн был подавлен плохим состоянием здоровья. По другой версии, он страдал от творческого кризиса, после того, как его фильмы перестали пользоваться успехом у публики.

## Фильмография

### Кинематограф
| Год  | Название                                                                                         | Оригинальное название              | В каком качестве участвовал                  | Примечания             |
| ---- | ------------------------------------------------------------------------------------------------ | ---------------------------------- | -------------------------------------------- | ---------------------- |
| 1933 | Кавалькада                                                                                       | Cavalcade                          | Актёр                                        | В титрах не указан     |
| 1933 | Мир меняется                                                                                     | The World Changes                  | Актёр (роль — Ричард будучи ребёнком)        | В титрах не указан     |
| 1933 | Адвокат                                                                                          | Counsellor at Law                  | Актёр (Ричард Дуайт-младший)                 |                        |
| 1934 | Джейн Эйр                                                                                        | Jane Eyre                          | Актёр (Джон Рид)                             |                        |
| 1934 | Дамочки                                                                                          | Dames                              | Актёр                                        | Роль неизвестна        |
| 1934 | Дитя субботы                                                                                     | Wednesday’s Child                  | Актёр (Враждебный приятель Бобби)            | В титрах не указан     |
| 1934 | Маленькие люди                                                                                   | Little Men                         | Актёр (Нед)                                  |                        |
| 1935 | Жизнь возвращается                                                                               | Life Returns                       | Актёр (Микки)                                |                        |
| 1935 | Фландрийский пес                                                                                 | A Dog of Flanders                  | Актёр (Никки Дюваль)                         |                        |
| 1935 | Динки                                                                                            | Dinky                              | Актёр (Джекки Шоу)                           |                        |
| 1939 | Король подпольного мира                                                                          | King of the Underworld             | Актёр (студент-медик)                        | В титрах не указан     |
| 1941 | Юнцы на Бродвее                                                                                  | Babes on Broadway                  | Актёр (Мортон Хэммонд)                       |                        |
| 1941 | Тиш                                                                                              | Tish                               | Актёр (Теодор «Тед» Баузер)                  |                        |
| 1942 | Моя сестра Эйлин                                                                                 | My Sister Eileen                   | Актёр (Фрэнк Липпинкотт)                     |                        |
| 1942 | Для меня и моей девушки                                                                          | For Me and My Gal                  | Актёр (Дэнни Хейден)                         | В титрах не указан     |
| 1942 | Новый ассистент доктора Гиллеспи                                                                 | Dr. Gillespie’s New Assistant      | Актёр (доктор Деннис Линзи)                  |                        |
| 1942 | Приготовьтесь к действию                                                                         | Stand By for Action                | Актёр (энсин Линзи)                          |                        |
| 1943 | Задний стрелок                                                                                   | The Rear Gunner                    | Актёр (летчик в солнцезащитных очках)        | В титрах не указан     |
| 1943 | У нас никогда не было утечки                                                                     | We’ve Never Been Licked            | Актёр (Брэд Крейг)                           |                        |
| 1946 | Нелепое чудо                                                                                     | The Cockeyed Miracle               | Актёр (Говард Бэнксон)                       |                        |
| 1948 | Слова и музыка                                                                                   | Words and Music                    | Актёр (Бен Фейнер-младший)                   |                        |
| 1948 | Кожаные перчатки                                                                                 | Leather Gloves                     | Режиссёр, продюсер                           |                        |
| 1948 | Командное решение                                                                                | Command Decision                   | Актёр (майор Джордж Роктон)                  |                        |
| 1949 | Лёгкая мишень                                                                                    | The Clay Pigeon                    | Актёр (Тед Найлс)                            |                        |
| 1950 | Не надо грустных песен для меня                                                                  | No Sad Songs for Me                | Актёр (Брауни)                               |                        |
| 1950 | Начинайющий пожарный                                                                             | Rookie Fireman                     | Актёр (Джонни Труитт)                        |                        |
| 1950 | Фой встречает девушку                                                                            | Foy Meets Girl                     | Режиссёр                                     | Короткометражный фильм |
| 1950 | Он нелепое чудо                                                                                  | He’s a Cockeyed Wonder             | Актёр (актёр в фильме на экране)             | В титрах не указан     |
| 1950 | Летящая ракета                                                                                   | The Flying Missile                 | Актёр (Хэнк Вебер)                           | В титрах не указан     |
| 1951 | Ужасный сыщик                                                                                    | The Awful Sleuth                   | Режиссёр                                     | Короткометражный фильм |
| 1951 | Ву-ву-блюз                                                                                       | Woo-Woo Blues                      | Режиссёр                                     | Короткометражный фильм |
| 1951 | Солнечная сторона улицы                                                                          | The Sunny Side of the Street       | Режиссёр                                     |                        |
| 1951 | Дневник Пурпурного сердца                                                                        | Purple Heart Diary                 | Режиссёр                                     |                        |
| 1952 | Без звука                                                                                        | Sound Off                          | Сценарист, режиссёр                          |                        |
| 1952 | Крепость в воздух                                                                                | Castle in the Air                  | Сценарист, режиссёр, актёр (голос за кадром) |                        |
| 1953 | Все на берег                                                                                     | All Ashore                         | Сценарист, режиссёр                          |                        |
| 1953 | Сирена Багдада                                                                                   | Siren of Bagdad                    | Режиссёр                                     |                        |
| 1953 | Плавание по реке                                                                                 | Cruisin' Down the River            | Режиссёр                                     |                        |
| 1954 | Поездка по кривой дороге                                                                         | Drive a Crooked Road               | Сценарист, режиссёр                          |                        |
| 1954 | Лёгкая добыча                                                                                    | Pushover                           | Режиссёр                                     |                        |
| 1954 | Таков Париж                                                                                      | So This Is Paris                   | Режиссёр                                     |                        |
| 1955 | Улыбку захвати с собой                                                                           | Bring Your Smile Along             | Сценарист (история)                          |                        |
| 1955 | Моя сестра Эйлин                                                                                 | My Sister Eileen                   | Сценарист, режиссёр                          |                        |
| 1956 | Он смеялся последним                                                                             | He Laughed Last                    | Сценарист (история)                          |                        |
| 1956 | «Кадиллак» из чистого золота                                                                     | The Solid Gold Cadillac            | Режиссёр                                     |                        |
| 1956 | Полон жизни                                                                                      | Full of Life                       | Режиссёр                                     |                        |
| 1957 | Операция «Безумная вечеринка»                                                                    | Operation Mad Ball                 | Режиссёр                                     |                        |
| 1958 | Колокол, книга и свеча                                                                           | Bell, Book and Candle              | Режиссёр                                     |                        |
| 1959 | Это случилось с Джейн                                                                            | It Happened to Jane                | Режиссёр, продюсер                           |                        |
| 1960 | Мы незнакомы, когда встречаемся                                                                  | Strangers When We Meet             | Режиссёр                                     |                        |
| 1960 | Мир Сьюзи Вонг                                                                                   | The World of Suzie Wong            | Режиссёр                                     |                        |
| 1960 | Самый дурацкий корабль в армии                                                                   | The Wackiest Ship in the Army      | Рассказчик                                   |                        |
| 1962 | Тридцать три несчастья                                                                           | The Notorious Landlady             | Продюсер, режиссёр                           |                        |
| 1964 | Париж, когда там жара                                                                            | Paris When It Sizzles              | Продюсер, режиссёр                           |                        |
| 1964 | Секс и незамужняя девушка                                                                        | Sex and the Single Girl            | Режиссёр                                     |                        |
| 1965 | Как пришить свою жёнушку                                                                         | How to Murder Your Wife            | Режиссёр                                     |                        |
| 1965 | Синанон                                                                                          | Synanon                            | Продюсер, режиссёр                           |                        |
| 1967 | Отель                                                                                            | Hotel                              | Режиссёр                                     |                        |
| 1967 | Папа, папа, бедный папа, ты не вылезешь из шкафа, ты повешен нашей мамой между платьем и пижамой | Oh Dad, Poor Dad…                  | Режиссёр                                     |                        |
| 1969 | Талант любить                                                                                    | A Talent for Loving                | Режиссёр                                     |                        |
| 1970 | Самогонная война                                                                                 | The Moonshine War                  | Режиссёр                                     |                        |
| 1974 | W                                                                                                | W                                  | Режиссёр                                     |                        |
| 1979 | Пленник Зенды                                                                                    | The Prisoner of Zenda              | Режиссёр                                     |                        |
| 1980 | Дьявольский заговор доктора Фу Манчу                                                             | The Fiendish Plot of Dr. Fu Manchu | Режиссёр                                     | В титрах не указан     |

### Телевидение
| Год       | Название                    | Оригинальное название       | В каком качестве       |
| --------- | --------------------------- | --------------------------- | ---------------------- |
| 1952-1954 | Телевизионный театр «Форда» | The Ford Television Theatre | Режиссёр (Э эпизода)   |
| 1953      | Театр «Дженерал электрик»   | General Electric Theater    | Режиссёр (1 эпизод)    |
| 1954      | Шоу Микки Руни              | The Mickey Rooney Show      | Криейтор (20 эпизодов) |
| 1966      | Шоу Джин Артур              | The Jean Arthur Show        | Продюсер (12 эпизодов) |
| 1972-1973 | Коломбо                     | Columbo                     | Режиссёр (3 эпизода)   |
| 1973      | Уловка-22                   | Catch-22                    | Режиссёр (телефильм)   |
| 1974      | Хек Ремзи                   | Hec Ramsey                  | Режиссёр (1 эпизод)    |
| 1975      | Специалисты                 | The Specialists             | Режиссёр (телефильм)   |
| 1975      | Маккой                      | McCoy                       | Режиссёр (2 эпизода)   |
| 1978      | Проект НЛО                  | Project U.F.O.              | Режиссёр (1 эпизод)    |